# Funkseitenpeilung
Mit Funkseitenpeilung (engl. relative bearing, RB) wird bei der Funknavigation der Winkel zwischen der Flugzeuglängsachse und der Funkstandlinie, d. h. der Linie Flugzeug - Bodensender, gemessen im Uhrzeigersinn, bezeichnet.
Die Angabe des RB allein reicht noch nicht aus, um festzustellen, wo auf der Standlinie zur Bodenstation sich das Flugzeug befindet. Hierzu bedarf es einer weiteren Peilung (Kreuzpeilung).
Die Angabe RB 180° bedeutet beispielsweise, dass die empfangene Bodenstation sich genau hinter dem Flugzeug befindet. Bei einem RB 090° liegt die Station rechts querab (engl. abeam) vom Flugzeug. Ein RB 360° bedeutet, die Station ist genau voraus in Richtung Flugzeuglängsachse.